# 第一次工业革命
第一次工業革命（英語：The first Industrial Revolution) 約於1740年代興起，持續到1830年代至1840年代。而後產生所謂的第二次工業革命（1870年）和20世紀以来的第三次工業革命。在此期間，人類生產與製造方式逐漸轉為機械化，出現以机器取代人力、畜力的趨勢，以大规模的工廠生产取代手工生产的革命，引發自現代的科學革命。由於機器的發明及運用成為了這個時代的標誌，史學家便稱這個時代為機器時代（the Age of Machines）。
工业革命在1759年左右已经开始，但直到1830年前尚未蓬勃發展。大多數认为，工业革命发源于英格兰中部，當地的富藏的煤礦成為工業化的土壤，以及圈地運動大規模生產羊毛，並造成農民湧向城市等因素結合起來，造成了紡織產業轉向工業化。1769年，英国人瓦特改良蒸汽机之后，由一系列技术革命引起了从手工劳动向动力机器生产转变的重大飞跃。随后自英格兰扩散到整个欧洲大陆，19世纪传播到北美地区。此前哥倫布大交換導致歐洲人口爆炸，社會生產需求大增，城市化與紡織業是工业革命的前提，蒸汽机、煤、钢和金融為促成工业革命技术加速发展的四项主要因素。英國為最早發起工業革命，亦為最早結束工業革命的國家。
在瓦特改良蒸汽机之前，整个生产所需动力依靠人力、畜力、水力和風力。伴随蒸汽机的发明和改进，工厂不再依溪河而建，很多以前依赖人力与手工完成的工作，自蒸汽机发明后被机械化生产取代。工业革命是一般革命不可比拟的巨大变革，與1萬年前農業革命一樣，革命其影响涉及人类社会生活的各个方面，使社会发生了巨大的变革，对人类的现代化进程推动起到不可替代的作用，把人們推向崭新的「蒸汽时代」。

## 背景
在工業革命前，大部分西方人都在鄉間居住，並在細小的田地以耕種和畜牧維生。他們以人力輔以牛隻及簡單工具耕種，耕種的方法則仍沿用中世紀的三田制（the Three-field System）。根據這種方法，農民把土地劃分為参，每年只在其中兩塊田耕種，餘下一田則休耕，收穫量不多。
这时，僅有極少數西方人在城市居住，當時城市的人口平均不到一萬人。除了貴族與教會之外，大部分的城市平民都是商人和工匠出身。商人以轉售和運送工匠的製品謀生，而工匠則多在家中用手動的工具和細小的機器，來生產衣服和一些木製與金屬製日用品維持生計。這種以人手及簡單工具在坊間作業的生產方式稱為「家庭手工業制」（the Domestic System）。

## 起因
大不列顛在法律與文化上，有著開啟工業革命的基礎。以下是英國提供此種環境的關鍵因素：
- 在英格蘭與蘇格蘭統一後的和平與穩定時期。[2]
- 英國境內沒有貿易障礙、封建規費和關稅等，這類的障礙甚至不存在於英格蘭與蘇格蘭之間，而這使得英國成為當時「全歐洲最大的單一市場」[2]:46
- 法治（包括對財產權的執行及對合約的尊重）[2]
- 直觀的法律系統，這法律系統使得成立合股公司是可能的[2]
- 自由市場（資本主義）[2]
- 英國也有著地理和自然資源方面的優勢。在水運是最便捷的運輸方式的時代，英國有著大量的海岸線及可航行河道；另外英國有著全歐洲最高品質的煤炭。英國在當時同時也有著大量利用水力的裝置。[2]

### 农业革命与人口增加
進入了大航海时代後，多產的新美洲作物以及礦石財富被送進歐洲，繁榮的發展使得歐洲人口數量出現爆炸性躍升，雖然增加了大量的人口，但務農的人並不需要這麼多，促使人們轉而發展其他行業。到了18世紀，英國人口依然不斷增加，以及英国农业革命和圈地运动的后果，以致农业勞動力过剩，不得不寻求新的就业机会，有助于推动工商業的發展；再加上人們成倍增長，整個社會的消费需求亦日漸增加，为批量化生产的商品提供了销路。

### 自然资源的因素
工业革命首先发生在英国中北部，那里拥有丰富的浅层煤矿和铁矿资源，而且缺乏木材。工业革命下产生的蒸汽机，以及利用焦煤而不是木材炼钢的冶金技术革新，这些使得英国的煤矿和铁矿有了广阔的用武之地。相對的，歐洲諸國的採礦技術要到以後才能開掘較深的礦層，致使英國得率先發展工業革命。

### 貿易限制的解除
1623年英國國王詹姆士六世及一世允許設立專利權，以保護新發明的權利，開始刺激許多新發明的產生。工业革命約於1750年开始于大英地区。工业革命的展開有多種原因，其中，封建制度的結束就是明顯的工业革命導火線。隨著封建制度於18世紀初在西方消失，貴族及大地主所享有的各種特權（如貿易專利）也隨之消失。此類變革推動了自由貿易，形成了更大规模的市场，使工商業的發展更為蓬勃。在這種改變下，舊有的家庭式工業生產模式已不能滿足貿易發展的需要，所以人們便致力改進生產技術和生產模式以增加產量，因而引發了工業革命。

### 殖民
此外，世界貿易的發展亦扮演重要角色。從15世紀發現新航路起，許多歐洲國家在亞、非、美三洲各自建立殖民地。至18世紀，這些殖民地不僅為它們提供原料和商品出口市場，還推動了世界貿易的發展。為了滿足因世界貿易所引致的強劲需求，人們便開始採用機器和其他方法來提高產量，即使溢量生產亦可傾銷至殖民地解決（此為資本主義典型特徵），從而毫無顧慮地引發了工業革命。

### 金融革命、 资本与新技术
工业革命发生前，英国实际上已经历过一场金融革命（西方的经济史学家将英格兰银行的创立、公债的发行和稳固以及其他金融业的变革称为“金融革命”），金融革命不断为工业革命注入资本燃料和动力。英国经济学家、诺贝尔奖得主John Hicks認為，技术革命既没有引发经济持续增长，也未导致工业革命。因为早已存在的技术发明缺乏大规模资金以及长期资金的资本土壤，便不能使其从作坊阶段走向诸如钢铁、纺织、铁路等大规模工业产业阶段，“工业革命不得不等候金融革命”。工业革命兴起的新产业，其工业原料成本、研发成本、人力成本、厂房成本、设备成本等开支都十分巨大，如机械制造，冶金，铁路等等都属资金密集型行业，对廉价资本依赖性大。英国光荣革命，建立的文官制度和自上而下垂直征税税体系以及宪政改革对约束政府行为产生了可信承诺，使得国会能够严格督导政府财政，令私人债务清偿方面具有较高的信誉保证。高效、透明、有序的税收体系，不仅令新兴的工业企业免受苛捐杂税困扰，且令英国国债在世界范围内享有极高信誉，其长期公债利率一降再降，最后仅3%利率水平，银行利率降得更低(公债利率一般高于同期银行存款利率)，英国在发展国债市场之后，进一步发展了股票市场、企业债券市场等等，如伦敦证券交易所。这些都为工业革命提供了“廉价资金”。

### 科學的发展
歐洲科學的發展與基督宗教有一定的聯繫，由於歐洲教會的日益腐敗，早期基督教作為唯一真理的觀念開始被挑戰，除了催生出世俗化之外，對於傳統信仰與世界上事物的認知，興起了懷疑的心態，為尋求何謂上帝的規律與真理，歐洲人走向重新查證歷史文獻，思考求真、人文主義的時代。進而承继了文艺复兴和以此發展出的启蒙运動重视科學的精神，西方技術因而得到重大发展。而科學成為歐洲人對於真理的探索方式外，那时的科学家的重要发明和发现，为工业革命的發展带来不少助益。

## 重要的技术革新
工业革命的开始与18世纪下半叶开始的少量发明密切相关。在19世纪30年代已取得了以下重要领域的进步：
- 纺织业：一開始由水車、之後由蒸汽機驱动的机械化纺纱大大增加了工人的产量。動力織布機将工人的产量提高了40%。[4]軋棉機使去除棉花中种子的效率提高了50%。羊毛和亚麻的纺织和编织也产生了生产率的大幅提高，但它们没有棉花那么显著。[5]瓦特在汤玛斯·纽科门1712年蒸汽机的基础上在1781年改进了蒸汽机。

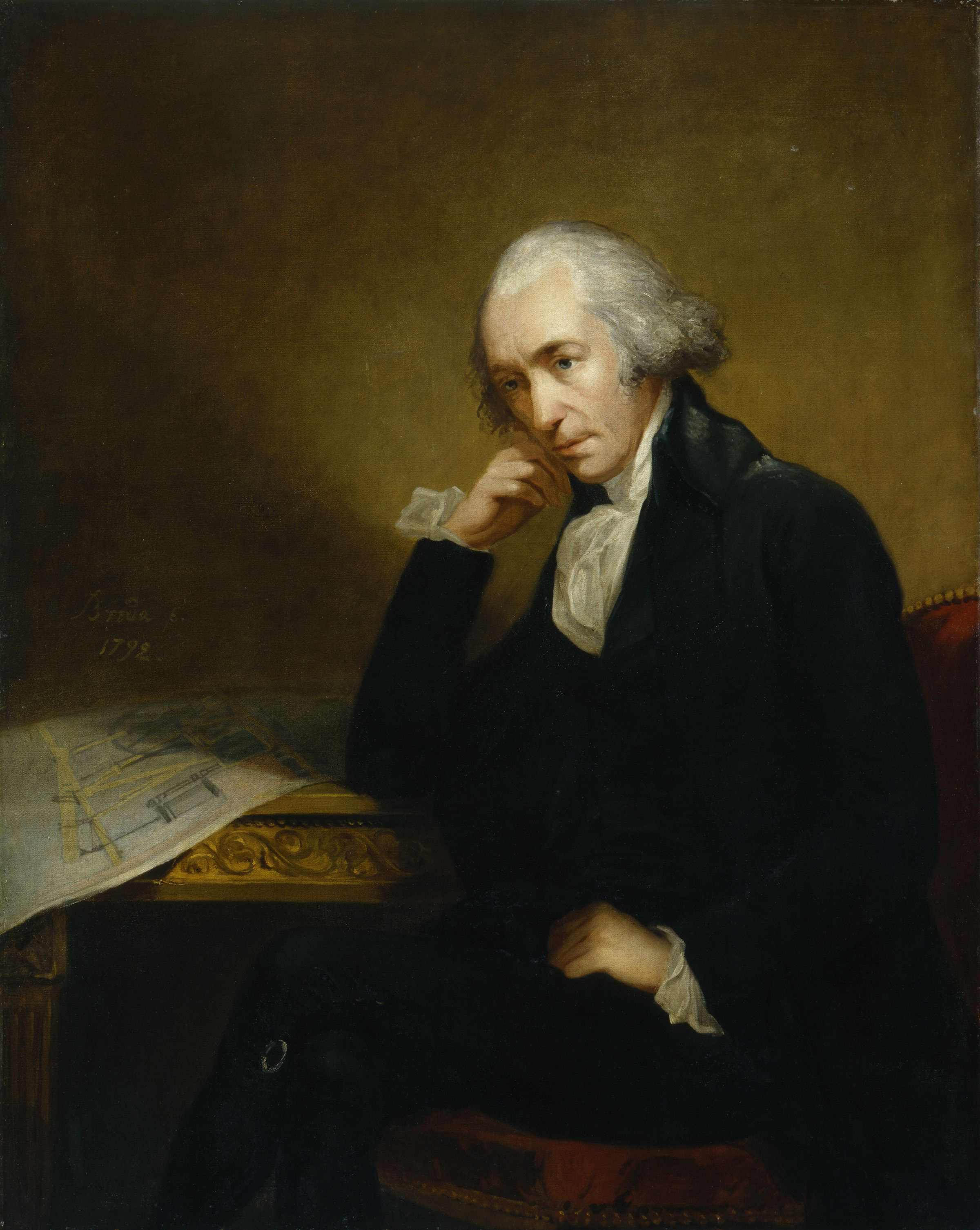
瓦特在汤玛斯·纽科门1712年蒸汽机的基础上在1781年改进了蒸汽机。

- 蒸汽动力：蒸汽机的效率提高，使他们只需原先五分之一至十分之一的燃料  。固定蒸汽发动机对旋转运动的适应使它们适合于工业用途。[6]高压发动机具有高的功率重量比，使其适合安在运输工具上，長距離陸上交通的火車隨之誕生。[7] 1800年后，蒸汽动力迅速普及。蒸汽机改变了以往的生产只能依赖人力和畜力的局限，为工业生产、交通运输提供了廉价而充足的动力。
- 钢铁生产工法：用焦炭代替木炭大大降低了生铁和锻铁生产的燃料成本，也增大了钢铁的韧性和强度。[8] 使用焦炭还增大了高炉的最大大小[9][10]，扩大了经济规模。铸铁吹塑气缸首先在1760年使用。其后通过使其双重作用得到改进，这使更高的炉温变为可能。钢铁业的进步，为技术革新生产的各种新机器提供了必要的原材料，同时也将英国大量的煤炭资源利用了起来。工业革命首先发生在英国中北部，和英国中北部拥有大量的煤炭和铁资源是分不开的。

## 生产制度的变革
航海時代的殖民公司制度逐漸成熟，並擴及到其他行業，資金的積聚及新機器的發明也是引發工業革命的其中兩個主要原因。18世紀時，歐洲本土的貿易發展蓬勃，使商人累積了大量財富。為了獲得更豐厚的利潤，他們便致力投資開設工廠、購置原料和發明新機器。加上隨著各類型機器的發明及應用，舊有以人力為主的生產工序逐漸被由蒸汽推動的機器取代。生產工序的機械化，提高了工農業的產量。結合以上的種種原因，就成就了工業革命的辉煌。

### 行会师徒制的式微
旧有的经济模式，行会的师徒作坊式生产制度，控制了从生产技术到销售价格等多方面的因素，虽然確保了產品品質，但也阻碍了技术革新。而工业革命相对于行会师徒作坊式的生产，最大的变化就是采用了新技术，生产更加集中，工人们在大规模的工厂工作，而不是小作坊。由掌握销售渠道的商人开始组织生产。这种变化，大大提高了生产效率降低了成本，从而能够满足世界各地的广大市场需要。以往行会作坊生产的东西，相对工厂大规模生产的东西，更为精致，而可以称为“奢侈品”。但是工厂化的大规模制造，可以生产出众多价廉物美的商品，于是把各种所谓的“奢侈品”挤出了市场，行销整个世界。于是行会作坊式生产模式在工业革命产生的竞争下，走向了下坡路，越来越无法应付工业革命带来的变化。

### 圈地运动
而农村土地制度的变化，也就是首先在英国发生的圈地运动，同样是一个生产集中化的过程。工业革命前的土地制度，使农民只能分别在许多分散的小块土地进行耕作。这些土地采用落后的三圃制耕作技术，每三年就要休耕一年，休耕的土地作为公共牧场供家畜使用，亩产低，土地浪费严重。但由于敞地制土地犬牙交错互相连在一起，单独小块土地无法改变耕作方式。比如若自己的土地不打算休耕，但也无法避免由于旁边的土地休耕后家畜对其的践踏。圈地运动虽然对许多农民来说并不公平，许多农民被迫分得更贫瘠的土地，也无资本采用新的耕作技术，同时失去了休耕的公共土地放牧家畜的好处。但是土地集中后可以进行彻底的技术改良，生产更多的粮食供养更多的人口，尤其是可以为纺织工业生产大量的羊毛。不少失去土地的农民，为工业革命提供了大量的劳动力，成为了工厂的工人，也为新产生的工人阶级埋下了伏笔。圈地运动在英国伊丽莎白一世时期发展得比较缓慢，但自光荣革命后的18世纪，开始愈演愈烈，从而引发了众多农民起义。
W.A.阿姆斯壯為首的一些人則主張把地主和農民二元對立實為過度簡單化歷史。他指出當時很多生活有著落的農民同樣積極地參與圈地。「我們應當小心一點，不要把這一切（圈地）歸於一個龐大複雜的歷史轉變的必然結果」，「18-19世紀的圈地狀況被嚴重誇大了」。圈地運動配合工業革命，為工業革命提供了充足的勞動力和工業原材料，以及能供養更多的非農業人口，雖然產生了許多不公和暴動，客觀上確實是工業化的一個必要前提，提供了土地集中後的規模耕作增加產量，被驅趕出的農民則投入工商業成為勞動力的來源。

## 技术革新
18到19世纪的英国，由于专利制度的保障，也由于能提高生产力的新技术会带来十分可观的利润，于是有许多有钱人投资于各种发明创造。虽然不是所有的发明都能取得预期的成功，但是若某一种新技术发明能应用在生产中從而提高生产效率，就会带来十分可观的利润，就如现在的风险投资一样。技术发明如滚雪球一般，一种新的技术发明出来，就会刺激发明另一种新的技术。比如珍妮纺纱机这种新技术，使得能纺出更多物美价廉的纱，那么将会产生更多地对棉花的需求，又可为提高织布技术带来了激励。生产上每个环节技术上的革新，都会刺激相应环节不断寻找新的技术革新，以便适应新的生产效率下的需求，如同链式反应一般。
工业革命前后共有很多種不同的發明，除了較為著名且最具代表性的蒸汽机外，還有很多發明对后世影響深遠。以下是一些較重要的發明列表：
| 年份   | 发明者                 | 发明         |
| ------ | ---------------------- | ------------ |
| 1712年 | 汤玛斯·纽科门          | 发明蒸汽机   |
| 1733年 | 約翰·凱                | 飛梭         |
| 1765年 | 詹姆士·哈格里夫斯        | 珍妮纺纱机   |
| 1778年 | 约翰·哈林頓            | 抽水马桶     |
| 1781年 | 詹姆斯·瓦特            | 改良蒸汽机   |
| 1798年 | 阿羅斯·塞尼菲爾德      | 平版印刷     |
| 1797年 | 亨利·莫兹莱            | 螺丝切削机床 |
| 1807年 | 羅伯特·富爾頓          | 蒸汽輪船     |
| 1812年 | 理查德·特里維西克      | 科尔尼锅炉   |
| 1814年 | 喬治·斯蒂芬生          | 蒸汽火車     |
| 1815年 | 漢弗萊·戴維            | 礦工燈       |
| 1837年 | 摩斯                   | 电报机       |
| 1844年 | 威廉·费阿柏恩          | 兰开斯特锅炉 |
| 1876年 | 亚历山大·格拉汉姆·贝尔 | 电话         |
| 1885年 | 卡尔·本茨              | 汽车         |

## 社会影响
工业革命对19世纪科学發展及社會變遷产生了極為重要的影响，以前的科学研究很少用于工业生产，随着工业革命的发展壮大，工程师与科学家的界限越来越小，更多的工程师埋头做科学研究。以前的科学家多是贵族或富人的子弟，现在则有许多来自工业发达地区和工人阶级的子弟成为了科学家。他们更加对化学和电学感兴趣，这也促进了这些学科的发展。
由於圈地运动和农业技术的改良导致乡村许多剩余的人口大舉移入都市，欧洲主导的资本主义经济的世界大规模贸易，使得城市和工厂能够吸收这些大量人口，由此造成了都市化的現象及都會區的出現；都会化的生活，让知识与资讯沟通更为便利。而工业化使得出现现代化的交通工具，出行更加便利，使得人们更加见多识广。在商品经济下利己的生活习惯里，于是人们的思想发生了许多改变，更多人追求个人的幸福，而非来世的幸福或集体的利益。也因為自由經濟主義的興起，世界大规模自由贸易导致出现了一个新富阶层，再加上人们思想上的变化，進而使得更多的人，当时主要是中产阶级對民主政治參與的兴趣，由此导致欧洲各国选举權与被选举权，不断扩大到社会上更多的人群中。
大量工廠的成立，工人悲慘的生活及工作環境也逐漸為人重視，許多的慈善機構於是成立，主張以社會福利制度改善窮人生活，也免費提供糧食及住所。由于资本主义的周期性经济危机，也由于当时没有任何政府提供的保障，许多工人在因经济危机而失业的情况下过着食不果腹的生活。在正常的经济环境裡，生产环境也十分恶劣收入也很微薄，这些有限的社会福利并没有多大程度上改善工人的状况，由此导致劳资双方也就是资产阶级与工人阶级的对立。如1811年，一个名叫卢德的英国工人捣毁机器，从而引发了反对机械化的卢德运动。馬克思為首的左派學說正是在这样的环境下产生，衍生出了共產主義的思想，對日後的人類社會影響甚鉅。不过也由于工业革命，才可能产生大量的工人，而农业社会中则不会出现这种情况。
工业革命时期严酷的经济环境造成了当时人类平均身高的降低，人类的平均身高并非是一成不变的，科学界普遍认为6000年前农业社会的形成与渔猎的生活方式被农耕取代，造成了人类平均身高的下降，土耳其境内8000年前遗迹所留下的尸骨平均身高超过今日土耳其的平均身高。英国牛津大学里查德教授在分析了几千具从丹麦、瑞典、挪威、英国和冰岛挖掘出来的古代人类男性的遗骨后发现，人类成年男性平均身高在中世纪期间的公元9世纪到12世纪之间到达了一个自10万年前现代智人诞生以来到20世纪中期前的平均最大值，平均身高为1.73米，然后逐渐变矮变低，到了工业革命前夕的18世纪和19世纪，欧洲成年男性平均身高降低到1.67米，比9世纪到12世纪间减小了6厘米之多。一直到了20世纪中期，人类男性平均身高才重新恢复达到9世纪到12世纪的最大值。罗马帝国时期的遗址赫库兰尼姆城（在今土耳其境内）前后共出土了近二百余具遗骸，美国史密森大学物理考古学家萨拉·比西尔对他们进行了深入细致的研究，了解到古罗马男子一般身高一点七米，女子一点五五米”  从1920年开始，特别是从20世纪中期以后，人类平均身高迅速增长，欧洲成年男子平均身高从167厘米增长到177厘米，其中比利时成年男子的平均身高从1920年的166厘米增长到1970年的174厘米，丹麦则从169厘米增加到178厘米。